# Ghubbat Saukira
Ghubbat Saukira (arab. دوحة صوقرة, Ghubbat Şawqirah) – zatoka Morza Arabskiego położona u wybrzeży Omanu. Jest jednym z dwóch miejsc występowania gatunku Cephaloscyllium silasi.